# Elevator Action
Elevator Action (エレベーターアクション Erebētā Akushon?) är ett arkadspel från 1983 av Taito. Musiken komponerades av Yoshino Imamura. Spelets uppföljare heter Elevator Action II (också känt som Elevator Action Returns).

## Spelet
Spelaren kontrollerar en spion som infiltrerar en byggnad. Spionen skall samla hemliga dokument från byggnaden och ta sig genom 30 våningar, och använda hissen.
Spelaren använder en joystick med fyra pilar och två knappar, en skottknapp och en hopp- och sparkknapp. Spelet använder 2D-färggrafik, och man kan spela max två spelare, men inte samtidigt.

## Portning
Precis som så många andra spel under samma tid, överfördes spelet 1985 till hemmamaskinerna. Det överfördes till ZX Spectrum, Amstrad CPC, MSX, Commodore 64, Nintendo Entertainment System och Game Boy.
Spelet var även tänkt att överföras till Atari 2600, vilket aldrig skedde. Dock släpptes en illegal prototyp av spelet av CGE Services Corp. och sålt vid Classic Gaming Expo 2001.. Denna version var bara komplett till 95 %, vilket ledde till spekulationer till att en orsak till TV-spelskraschen 1983 var en huvudfaktor till att spelet inte överfördes.
Sony släppte en mobilversion av spelet.

### Samlingssläpp
Det ursprungliga Elevator Action har senare släppts i flera samlingar, bland andra:
- Elevator Action EX (Game Boy Color)
- Elevator Action Old & New (Game Boy Advance)
- Elevator Action Returns (Sega Saturn)
- Taito Legends (Playstation 2, Xbox, Windows)
- Taito Legends Power Up (PSP)
- Elevator Action Deluxe (PlayStation Network)

## Kuriosa
- Det svenska bandet Fireside har döpt en låt på albumet Elite efter detta spel.